# Francesc Carreu i Costa
Francesc Carreu i Costa   (la Seu d'Urgell, 1673 - la Seu d'Urgell, 1740) va ser un advocat català. Fill de Francesc Carreu i Maria Costa, destacà com a fervent austracista durant els conflictes de la guerra de Successió. Era el germanastre de l’eclesiàstic Llorenç Tomas i Costa qui fou el seu padrí de baptisme. Es va implicar activament en l'alçament vigatà del 1705, donant suport al rei arxiduc Carles III. Juntament amb Antoni Manegat i una força de 300 miquelets, va prendre Sarrià i va contribuir significativament a la conquesta de Barcelona. Durant aquest temps, va ser part de la junta de govern establerta per Carles III a la ciutat. Després de la derrota, l'any 1714, va optar per l'exili i es va dirigir cap a Viena, on va ser nomenat guarda-segells de la cort imperial. Va romandre en aquest càrrec fins al 1732, quan finalment va decidir tornar a la Seu d'Urgell.